# Autoritat Estadística Hel·lènica
L'Autoritat Estadística Hel·lènica (en grec: Ελληνική Στατιστική Αρχή, IPA: [eliniˈci statistiˈci arˈçi]), més coneguda pel seu acrònim ELSTAT (grec: ΕΛ.ΣΤΑΤ.), és una autoritat independent i autònoma de Grècia que s'ocupa de la recollida de dades en nom de l'Estat. Abans del 2010, era un servei dependent de l'Estat grec conegut com a Servei Nacional Estadístic de Grècia (grec: Εθνική Στατιστική Υπηρεσία).
L'Estat grec és el principal usuari principal de l'ELSTAT. No obstant això, també l'utilitzen organitzacions internacionals com per exemple la Comissió Europea (Eurostat).
L'Autoritat recull dades relatives a la població, l'ocupació i desocupació, l'economia, el turisme i la indústria, així com informació sobre la salut, la seguretat social i l'educació, entre d'altres. Abans d'esdevenir una autoritat independent, l'ELSTAT va estar involucrada en una sèrie d'escàndols relacionats amb falses estadístiques sobre l'economia grega dels últims anys.